# Campionat del món de ciclisme en pista de 1933
El Campionat Mundial de Ciclisme en Pista de 1933 es va celebrar a París (França) de l'11 al 15 d'agost de 1933.
Les competicions es van celebrar al Parc dels Prínceps de París. En total es va competir en 3 disciplines, 2 de professionals i 1 d'amateurs.

## Resultats

### Professional
| Prova                | Or                         | Argent                    | Bronze                      |
| Velocitat individual | Jef Scherens · Bèlgica     | Lucien Michard · França   | Albert Richter Tercer Reich |
| Darrere moto         | Charles Lacquehay · França | Franco Giorgetti · Itàlia | Erich Metze Tercer Reich    |

### Amateur
| Prova                | Or                                 | Argent                 | Bronze                           |
| Velocitat individual | Jacobus van Egmond · Països Baixos | Roland Ulrich · França | Anker Meyer-Andersen · Dinamarca |

## Medaller
| Pos. | País          | Or | Plata | Bronze | Total |
| 1    | França        | 1  | 2     | 0      | 3     |
| 2    | Bèlgica       | 1  | 0     | 0      | 1     |
| -    | Països Baixos | 1  | 0     | 0      | 1     |
| 4    | Itàlia        | 0  | 1     | 0      | 1     |
| 5    | Tercer Reich  | 0  | 0     | 2      | 2     |
| 6    | Dinamarca     | 0  | 0     | 1      | 1     |